# 9M337 Sosna-R
Le 9M337 Sosna-R (Pine) (SA-X-25) est un radar russe et un missile supersonique à guidage laser (Mach 2,6) à deux étages. Il est utilisé dans le système de missiles de défense aérienne à courte portée Sosna-R conçu pour protéger les unités militaires des attaques aériennes dans tous les types de situations de combat, y compris pendant les déplacements,.
En 2017, les tests officiels du tout nouveau système de missiles de défense aérienne Bagulnik (variante domestique qui s'appelle actuellement Strela-10ML) ont été achevés avec succès. En mai 2019, le ministère russe de la Défense a décidé de mettre le système en service,.

## Description
Il a été développé par KB Tochmash comme successeur du 9K35 Strela-10, et constitue une alternative moins chère au système de missiles Tor et au Pantsir-S1. Conçu pour fonctionner en mode passif à l'aide de différents systèmes d'imagerie (caméra thermique, caméra TV) et d'un télémètre laser afin de trouver et d'engager une cible. Le Sosna-R est capable de fonctionner efficacement sous le contrôle de divers types d'anciens, postes de commandement de batterie modernes et prospectifs, dont le plus préférable est le FPU Assembly-M1-2 (9S80M1-2) et résistant au brouillage. Il utilise un lanceur SAM à chenilles avec 12 missiles d'une portée de 10 km et une altitude de croisière de 10 km. Établi sur le véhicule MT-LB. Ces 12 missiles peuvent être rechargés en 12 minutes. La version de production en série est établie à partir du BMP-3 IFV. Le Sosna peut également tirer pendant ses déplacements. Le système a un équipage de deux personnes : le conducteur et l'artilleur,,,,.
Le système est armé de 12 missiles 9M340 qui sont conservés dans leurs conteneurs de transport-lancement et disposés en deux rangées de six. Les missiles Sosna-R de 38 kg à guidage laser sont à deux étages, capables de détruire des avions, des hélicoptères, des missiles, des missiles de croisière, des bombes aériennes, des armes d'attaque aérienne de petite taille, y compris des éléments d'armes de haute précision et des véhicules blindés légers. Le missile peut changer de direction en plein vol,,.
Il dispose également d'un détonateur laser combiné impact ou proximité. Sa charge utile est composée de deux ogives pesant au total 7 kg. L'ogive à tige fragmentée est conçue pour détoner à proximité de la cible lorsqu'elle vole près d'elle, tandis que l'ogive perforante, à fragmentation (AP-Frag), se déclenche à l'impact. Le système a une haute résistance au brouillage et, outre son mode de fonctionnement passif, peut être équipé d'un radar d'acquisition supplémentaire de petite taille.

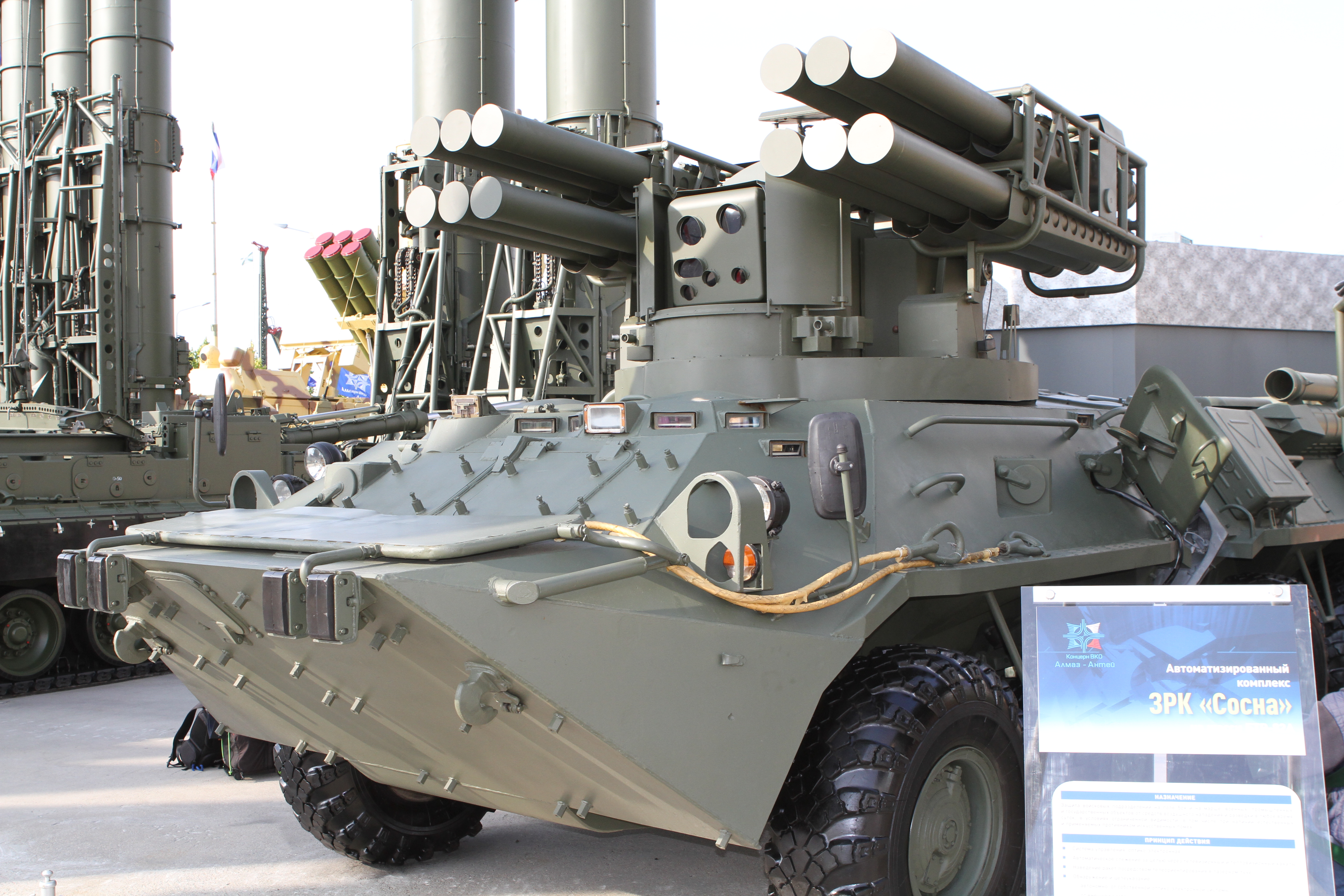

Le système d'artillerie antiaérienne Palma comprend un armement intégré qui comprend huit missiles sol-air de précision Sosna-R avec guidage par faisceau laser et deux canons à tir rapide AO-18KDE. En tant qu'élément de défense, le Palma est désigné pour défendre autant les navires que les bases navales, les infrastructures côtières et les aérodromes, ainsi que d'autres installations stratégiques.

## Variantes
- Module d'arme Sosna A pour MBT, IFV, APC, AFV
- Sosna RA pour AFV, MBT, IFV, APC
- Palash CIWS
- Palma CIWS - les livraisons des systèmes à la marine russe et aux marines étrangères ont commencé en 2011[15],[16].

## Opérateurs

### Opérateurs actuels
- Palma-SU CIWS utilisé sur les frégates Gepard
- Russie
- Viêt Nam[17]

### Opérateur potentiel
- Égypte : acquisition potentielle de Palma CIWS signalée[18].